# Мустафин, Габиден
Габиде́н Мустафин (каз. Ғабиден Мұстафин; 13 ноября [26 ноября] 1902, Тельманский район, Карагандинская область — 20 января 1985 года, Алма-Ата, Казахская ССР) — казахский советский писатель, общественный деятель, член-корреспондент АН Казахской ССР (1958), член ЦК КП Казахстанa.

## Биография
Родился 13(26) ноября 1902 года на берегу Нуры в местности под названием Сартобе, недалеко от посёлка Токаревка, Акмолинской области Российской империи (сейчас Бухар-Жырауский район Карагандинской области Казахстана) в семье кочевника. Происходит из подрода Мурат рода Куандык племени Аргын.
В связи с переселением из России крестьян, в 1907 году шестьдесят домов представителей рода Елибай (в том числе и семья Габидена) вынуждены были перекочевать в местечко Кокталжарык, располагавшееся восточнее Спасского завода. Грамоте десятилетний Габиден научился у аульного муллы, русскому языку выучился у заводского табельщика Джусупа Маукумова. Был принят в четвёртый класс пятигодичной русско-казахской школы Спасского завода. После двух лет обучения Габиден вернулся в родной аул.
В 1917 году окончил РТУ при Спасском медеплавильном заводе. Работал на шахтах Караганды.
В 1919 году Габиден женится на Батиме, однако с молодой женой он прожил недолго, так как вскоре она умерла. В 1925 году Габиден женится на Зейнеле.
В 1925 году Габиден Мустафин поехал учиться в столицу Казахской АССР, Кызыл-Орду. На рабфак ему поступить не удалось, и он устраивается работать регистратором в Верховный суд Казахстана. В советской канцелярии будущий писатель стал исследователем человеческих драм, трагедий, социальных конфликтов. В Верховном суде республики через его руки проходят жалобы, прошения, заявления. Это была панорама народной жизни в родной степи. Он стал помещать небольшие статьи в газету «Енбекші қазақ».
В 1927 году, в журнале «Ранние птицы», печатается первый рассказ Мустафина «Сарсен и Мукаш».
В 1929 году в Кызыл-Орде вышел первый сборник рассказов «Ер Шойын».
В 1930 году переезжает в строящуюся Караганду.
В начале 1933 года по решению местного Совета Габиден Мустафин выдвинут на должность ответственного секретаря газеты «Пролетариат Караганды». Вскоре его перевели в Новосибирск, где стала выходить на казахском языке газета «Кызыл ту».
С 1938 года живёт в Алма-Ате и работает в редакции журнала «Адебиет майданы».
В 1940 году становится главным редактором журнала. В этот же год выходит в свет его первый роман «Жизнь или смерть», о становлении Карагандинского угольного бассейна. В 1940 году вступил в КПСС.
С 1956 года член ЦК КП Казахстана.
С 1953 по 1956 год председатель правления Союза писателей Казахстана. С 1962 по 1964 1-й секретарь правления Союза писателей Казахстана.
Депутат Верховного Совета СССР 6-го созыва.
В 1983 году было издано пятитомное собрание сочинений Габидена Мустафина.
Умер 20 января 1985 года в Алма-Ате. Похоронен на Кенсайском кладбище.

## Семья
Сын: Мустафин, Кайрат Габиденович
Дочь: Мустафина, Жанар Габиденовна
Дочь: Мустафина, Майя Габиденовна

## Произведения

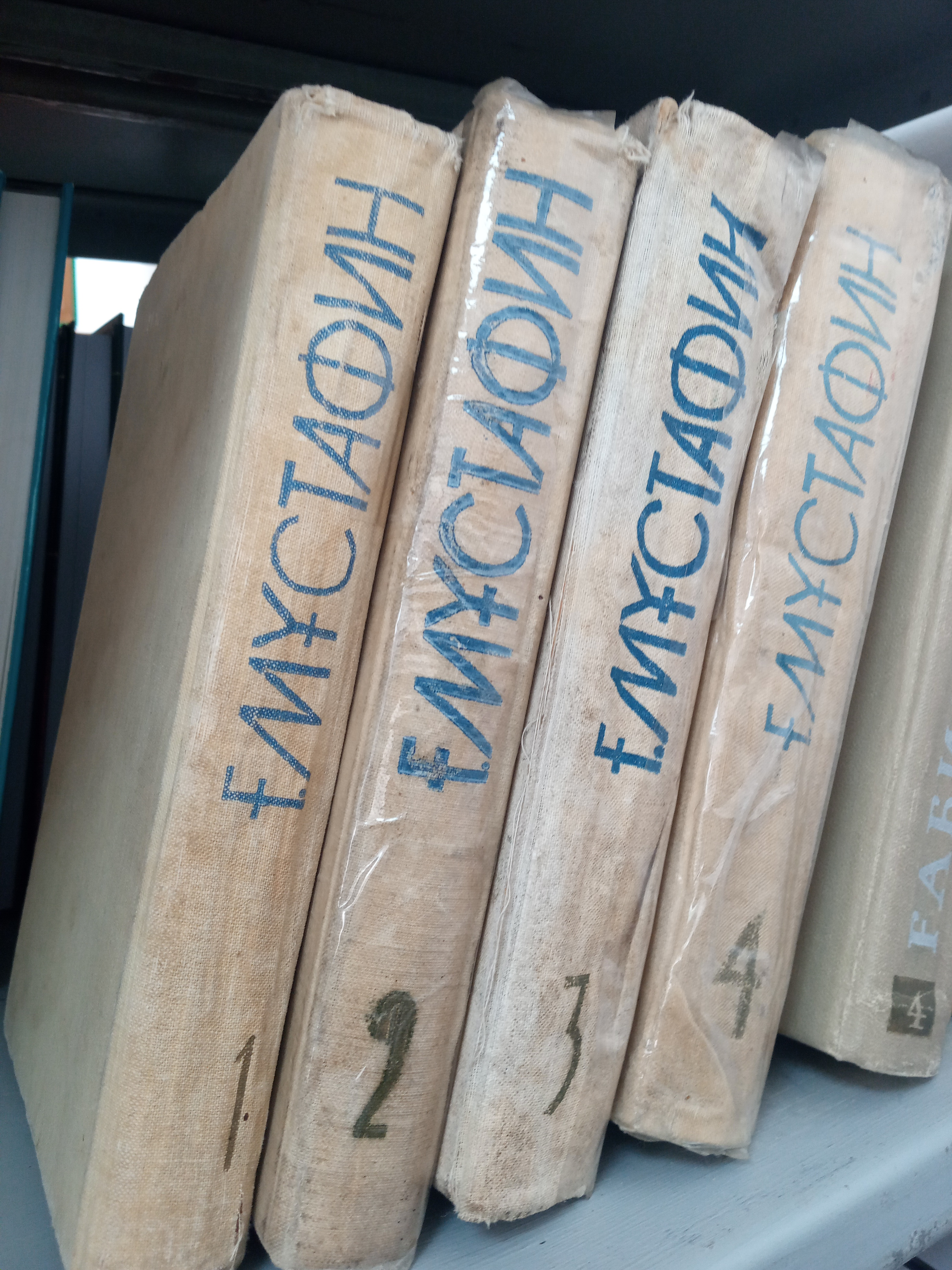
Габиден Мустафа. Избранные сочинения в 4 томах (на казахском языке). Алматы, Жазушы, 1970–1973.

С 1927 года начал издаваться первый сборник рассказов «Ер Шойын», сборник вышел в 1929 году.
- Роман «Жизнь или смерть», 1941.
- Роман «Шиганак Берсиев» (каз. Шығанақ, 1945, русский перевод И. П. Щеголихина, 1947).
- Повесть «Миллионер», 1948.
- Роман «Караганда», 1952.
- Роман «После бури», 1959.
- Роман «Очевидец», 1963.

## Награды
- 2 ордена Ленина (28.10.1967; 24.11.1972)
- орден Октябрьской Революции (25.11.1982)
- орден Отечественной войны 2-й степени
- 2 ордена Трудового Красного Знамени (…; 23.11.1962)
- медали
- Государственная премия Казахской ССР имени Абая Кунанбаева (1953) — за роман «Караганда»

## Память
- 31 марта 1986 года Постановлением Совета Министров СССР в честь Габидена Мустафина его именем названы: одна из улиц города Алма-Ата, средняя школа № 83 города Караганды, совхоз «Березняки» Тельманского (ныне часть Бухар-Жырауского) района Карагандинской области[4].
- В 2001 году согласно Постановлением акимата и решением маслихата города Астаны № 132/26-II от 25.12.2001 года в городе Астана названа новая улица именем Габидена Мустафина.
- В 2002 году именем Габидена Мустафина была названа улица в Караганде, поставлен бюст, а посёлок Токаревка переименован в посёлок Габидена Мустафина.
- В 2002 году была выпущена почтовая марка Казахстана, посвященная Мустафину.
- В 2002 году была выпущена монета номиналом в 50 тенге, посвященная Мустафину. На лицевой стороне монеты в верхней части изображен герб Казахстана, под ним в 2 строки расположена надпись «50 ТЕҢГЕ». Слева и справа от номинала изображен элемент национального орнамента. По окружности размещена надпись «ҚАЗАҚСТАН ҰЛТТЫҚ БАНКІ» (Национальный банк Казахстана). На обратной стороне монеты в центре расположен портрет Габидена Мустафина. Слева от него — дата рождения «1902» и под ней год чеканки «2002». В верхней части по кругу размещена надпись «ҒАБИДЕН МҰСТАФИН». В нижней части — факсимиле писателя.